# زبور
الزَبُور وهو الكتاب المنزل على داود بحسب المعتقدات الإسلامية، وذكر هذا في القرآن ﴿وَرَبُّكَ أَعْلَمُ بِمَنْ فِي السَّمَاوَاتِ وَالْأَرْضِ وَلَقَدْ فَضَّلْنَا بَعْضَ النَّبِيِّينَ عَلَى بَعْضٍ وَآتَيْنَا دَاوُدَ زَبُورًا ۝٥٥﴾  (سورة الإسراء).

## نظام الكتابة
كان نظام كتابة مستخدم في اليمن القديم إلى جانب خط المسند والفرق بينهما أن الأخير يتحدث عن شواهد وأحداث تاريخية غالبا أما الزبور فهو المعاملات اليومية لليمنيين القدماء على أوراق بردي أو الأوراق النفيسة وطرس أو أسعف النخل وقد تكون دينية أو غير ذلك  حسب المصادر الإسلامية، فإن الزبور كتاب أنزل على داود ويعتقد أن المقصود بذلك سفر المزامير 